# غوردون فريزر
غوردون فريزر (بالإنجليزية: Gordon Fraser)‏ (27 نوفمبر 1943 بإلغين في المملكة المتحدة - ) هو لاعب كرة قدم بريطاني في مركز الوسط. لعب مع كارديف سيتي ونادي باري تاون يونايتد ونادي ميلوول ونيوبورت كونتي وForres Mechanics F.C. ‏ ونادي ويموث.